# Carabus splendens
Carabus splendens là một loài bọ cánh cứng đặc hữu ở châu Âu, ở đó nó được tìm thấy vùng đất liền ở Pháp và Tây Ban Nha.

## Hình ảnh

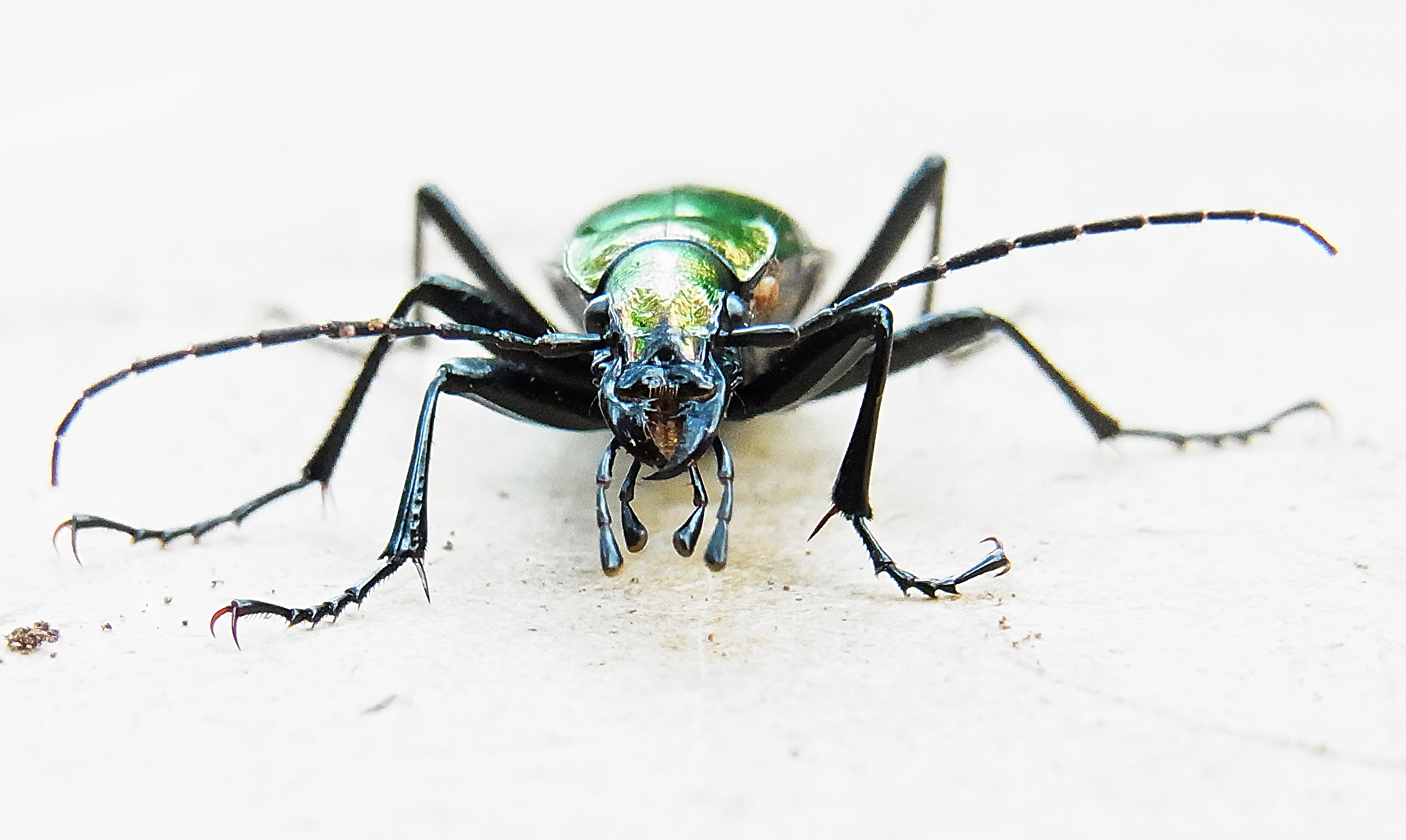
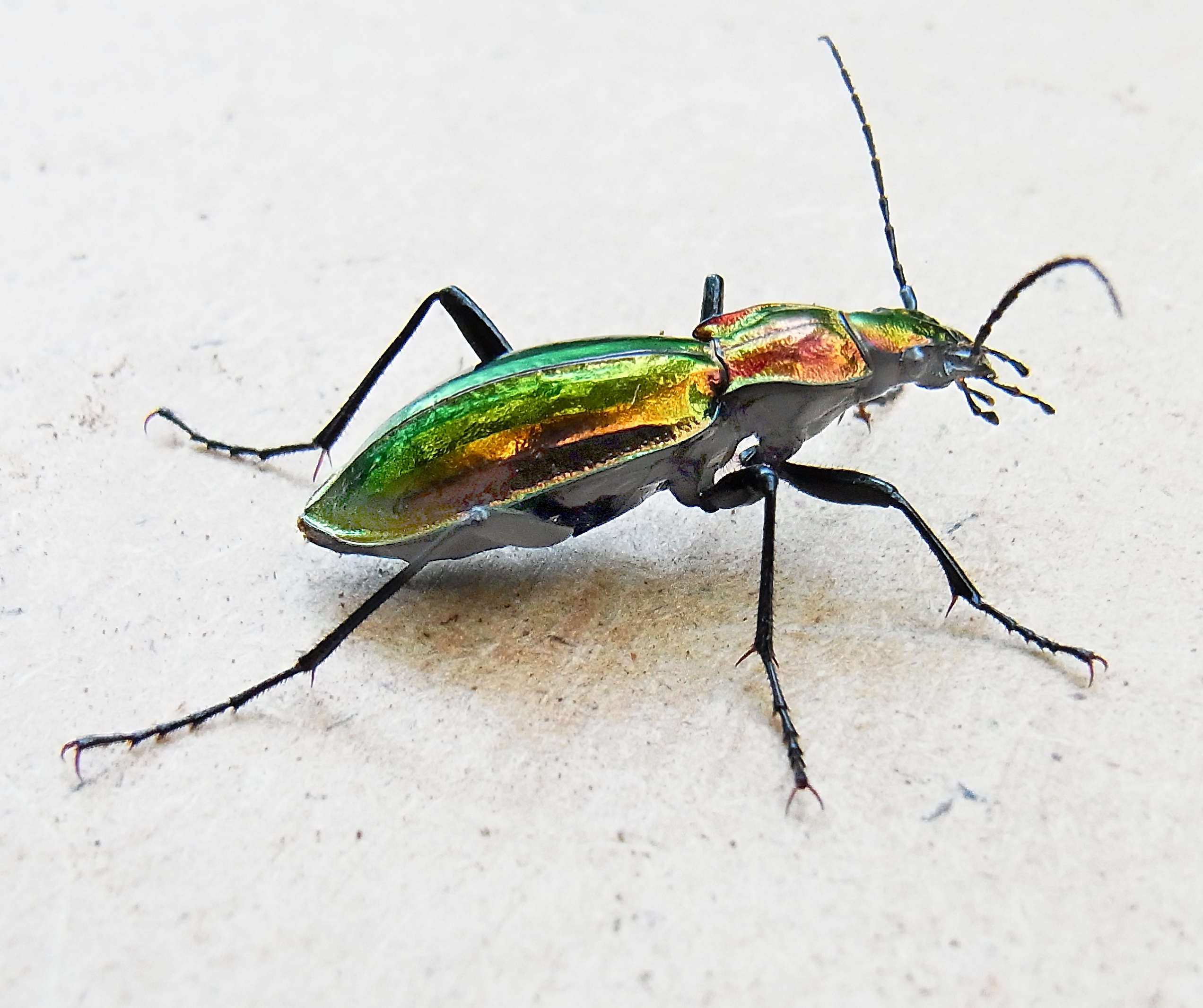
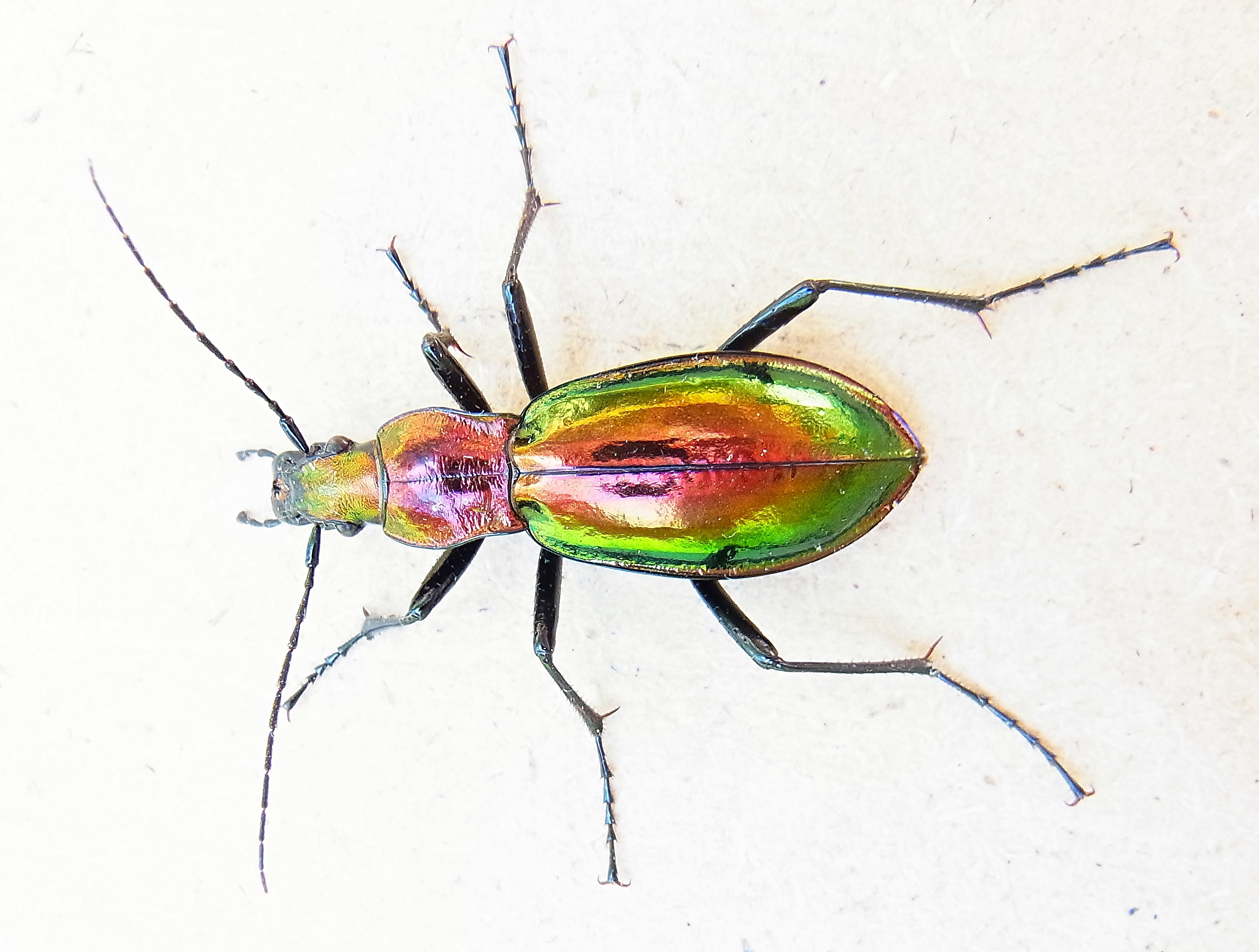